# Josef Sarroca
Josef Sarroca (* 12. August 1960 in Saragossa) ist ein ehemaliger deutscher Fußballspieler.
Er absolvierte insgesamt 33 Spiele in der Fußball-Bundesliga für Eintracht Frankfurt und erzielte dabei vier Tore. Daneben bestritt er 153 Partien in der 2. Fußball-Bundesliga, wobei er auf 25 Treffer kam.
Josef Sarroca arbeitet heute als Trainer und betreut seit 2011 den Frankfurter Kreisligisten SG Riederwald und ist Geschäftsführer einer Bäckereifiliale in Maintal.

## Stationen

### Spieler
- 1979–1984 FSV Frankfurt
- 1984–1985 VfR Bürstadt
- 1985–1986 Eintracht Frankfurt
- 1986–1987 Viktoria Aschaffenburg
- 1988–1991 FSV Frankfurt
- 1991–1998 KSV Klein-Karben

### Trainer
- 1998–2004  FC Büdesheim
- 2004–2010  SV Dörnigheim
- 2010–2011  SV Kilianstädten
- 2011–0000 SG Riederwald